# Bitwa o Peluzjum (343 p.n.e.)
Bitwa o Peluzjum – starcie zbrojne, które miało miejsce w 343 roku p.n.e. o twierdzę Peluzjum na Synaju przy Delcie Nilu pomiędzy siłami egipskim a perskimi. Bitwa pozwoliła Persom podbić ponownie Egipt, kończąc ostatni okres rządów dynastii władców pochodzenia egipskiego w starożytnym Egipcie.

## Tło sytuacyjne
Pod koniec V wieku p.n.e. egipski buntownik Amyrtajos wykorzystał niestabilność w Imperium Perskim, osiągnął niepodległość Egiptu i został faraonem. Rozpoczęło to nowy okres wojen pomiędzy Persją i wyzwolonym Egiptem. Między 390 a 387 rokiem p.n.e. Artakserkses II próbował nieskutecznie złamać niezależność państwa egipskiego.
W 349 roku p.n.e. doszło do wybuchu antyperskiego powstania miast Fenicji, które zostało wsparte przez Egipcjan. Rewolta rozprzestrzeniła się na inne prowincje Imperium Achemenidów: Judeę, Syrię i Cypr. Artakserkses III brutalnie stłumił bunt i postanowił ostatecznie zająć Egipt.

## Przebieg bitwy
W drugiej połowie IV wieku p.n.e. do głównych miast greckich przybyli posłowie Artakserksesa Ochosa prosząc o żołnierzy najemnych. Ateny i Sparta odmówiły. Z kolei wsparcie przesłały Teby (tysiąc żołnierzy pod wodzą Lakratesa), Argiwowie i Mentor z Rodos. Ten ostatni pomógł królowi Persji pod względem taktycznym w planowaniu ataku, gdyż wcześniej służył dla faraona Egiptu Nektanebo II. Zimą 343 roku p.n.e. Artakserkses po zebraniu armii ruszył na Egipt, aby ponownie go podporządkować Imperium Achemenidów. Maszerującym wojskiem zarządzali Rosakes (perski satrapa Jonii i Lidii), Bagoas oraz Wielki Król. Armii lądowej towarzyszyła perska flota morska.
Bitwa rozpoczęła się od „lekkomyślnego” ataku tebańskich oddziałów Lakratesa na twierdzę Peluzjum, którą bronił Filofon dowodzący oddziałem greckich najemników. Miał on na celu odciągnięcie i zajęcie obrońców fortecy, aby pozostałe siły Artakserksesa mogły rozpocząć operację osuszania kanałów wodnych. Po dokonaniu tej operacji i zasypaniu powstałego rowu perscy dowódcy mogli sprowadzić sprzęt oblężniczy (tarany i prawdopodobnie wieże) i rozpocząć oblężenie fortecy. Egipcjanie broniący Peluzjum stawili zaciekły opór. Przez wiele dni wznosili własne wieże i odbudowywali niszczone w toku walk mury obronne.
Nie zdoławszy w pierwszym dniu bitwy przełamać obrony twierdzy, Artakserkses podzielił swoją armię: jeden z korpusów pod dowództwem Lakratesa i Rosakesa został, by oblegać pograniczną warownię, Nikostratosowi i Aristazanesowi powierzono drugi, natomiast główne siły pod Mentorem i Bagoasem ruszyły naprzód. Atak pierwszej grupy na Peluzjum był kontynuowany, gdyż ciągnące się perskie oblężenie blokowało obrońców twierdzy. Tym samym nie byli oni w stanie odpowiedzieć na ruchy wojsk perskich w innych miejscach.
W międzyczasie Nektanebo II z kilku tysięczną armią, flotą rzeczną na Nilu, a także dysponując licznymi warowniami rozlokowanymi wzdłuż arabskiego brzegu rzeki, zamiast zaatakować przeciwnika czekał na zbliżający się wylew Nilu. Pomimo rad greckich dowódców (którzy zachęcali do starcia zbrojnego z Artakserksesem) egipski faraon uważał, że podnoszące się wody zmuszą Persów do odwrotu. Taktyka ta okazała się dla Egipcjan błędna. Persowie szybko wymanewrowali wroga i uderzyli na tyły sił faraona. Nektanebo oddał Deltę Nilu i uciekł do Memfis. Mentor z Rodos porzuconej załodze Peluzjum obiecał honorowe warunki jeśli złożą broń. Pomiędzy egipskimi a greckimi obrońcami doszło do konfliktu w sprawie kapitulacji. Grecy nie poczuwali się zobowiązani do prowadzenia dalszych walk, dlatego też po trwającym siedem dni oblężeniu poddali twierdzę.

## Po bitwie
- Armia perska Artakserksesa III zajęła Dolny Egipt i Górny Egipt i terorrem podporządkowała mieszkańców[20][16].
- Nektanebo II abdykował i uciekł do Nubii[16].
- Odzyskany przez Persów Egipt został wcielony do Imperium Achemenidów. Równocześnie wydarzenie to wyznaczyło początek XXXI dynastii[20].